# Acidiella turgida
Acidiella turgida är en tvåvingeart som först beskrevs av Erich Martin Hering 1939.  Acidiella turgida ingår i släktet Acidiella och familjen borrflugor. Inga underarter finns listade i Catalogue of Life.